# Битка при Чаталджа (3-6 март 1913)
Битката при Чаталджа от 3-6 март 1913 г. е третата по ред битка между български и османски войски, която се състои пред Чаталджанската укрепена позиция (в Източна Тракия, около 40 км западно от Цариград) по време на Балканската война. Тя е резултат от опита на османците да изтласкат българските 1-ва и 3-та армия и да предотвратят съсредоточаване на войски за щурм на обсадената Одринска крепост. Както и предишната (състояла се между 23 януари и 2 февруари 1913), така и тази офанзива няма успех. Неуверени в своите сили, османските командири не се решават да изкарат цялата си армия от укрепленията, а частите, които настъпват, са отбити от авангардните български дивизии. На първия ден от битката, 3 март, се водят главно престрелки с разузнавателна цел. След кратко затишие, на 5 март османските войски настъпват на няколко участъка от фронта. На северния фланг българската 9-а пехотна дивизия отблъсква нападателите без големи жертви. По-тежки са боевете срещу османците, атакуващи покрай брега на Мраморно море в направление към Силиврия. В тях 1-ва пехотна дивизия губи над 500 убити и ранени, но спира офанзивата на противника на височината Араб тепе. Османските загуби също са значителни.
В резултат на битката българите запазват контрол върху Източна Тракия и осигуряват тила на 2-ра армия при щурма и завладяването на Одрин на 13 март 1913 г.